# Cabinet minéralogique
Un cabinet minéralogique ou cabinet de minéralogie est une variante souterraine et parisienne des cabinets de curiosités à la mode au XIXe siècle. 

## Histoire

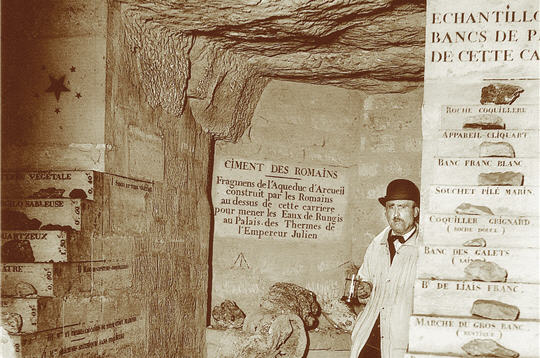
Sur les marches sont exposés des échantillons de roche, tandis que les contre-marches permettent d'identifier la couche géologique et la hauteur réelle de celle-ci.

L'engouement pour les objets inhabituels ou insolites ramenés du monde entier prend forme au XVIIIe siècle, lorsque les grands voyages deviennent courants. Ces objets sont rassemblés dans des cabinets de curiosités, pièces où l'on expose des collections, souvent très hétéroclites, qui peuvent être aussi bien artistiques que scientifiques.
Au XIXe siècle, lorsque la confortation des carrières souterraines de Paris bat son plein, l'inspecteur général des carrières Héricart de Thury a l'idée de créer des cabinets de curiosités spécifiques aux souterrains de la capitale. Organisés de la même façon que ceux de la surface, ces cabinets souterrains exposent des collections de minéraux, d'ossements ou d'échantillons des couches géologiques issues du Lutétien. Ils seront construits avec un soin tout particulier, bien qu'ils soient dépourvus d'utilité pratique du point de vue du travail mené en carrière. En effet, ces cabinets symbolisent un certain souci du savoir et des sciences, qu'ils montrent d'une façon théâtrale et volontiers néoclassique. Chacun d'entre eux porte le nom d'un inspecteur des carrières. Sept cabinets vont ainsi être aménagés.
Le cabinet minéralogique typique, comme celui situé sous la rue Saint-Jacques, est composé de plusieurs bancs ainsi que d'un escalier droit. Cet escalier ne mène en fait nulle part et sert de support d'exposition : sur chacune des marches, on aura posé un objet à exposer (minéral, ossement, etc.). Au plafond, une rose des vents peinte au noir animal indique les quatre points cardinaux.

## Cabinets
- Sous le 13e arrondissement :
  - Le cabinet Toudouze. Situé sous l'avenue de Fontainebleau, devenue depuis avenue d'Italie, il possédait un escalier central, quatre niches taillées dans la masse et deux petits escaliers annexes décrivant les couches géologiques du Lutétien. Il a été remblayé au début du XXe siècle à la suite de la construction des lignes de métro de la place d'Italie. Il ne subsiste aujourd'hui que les deux petits escaliers annexes ainsi que deux des quatre niches. L'escalier central a disparu.

- - Le cabinet Guérinet. Situé sous le quartier des Gobelins, il se caractérisait par deux escaliers droits parallèles. Presque entièrement remblayé, puis déblayé par des cataphiles, il est aujourd'hui injecté[réf. nécessaire].

- Dans le Grand Réseau Sud :
  - Le cabinet Gambier-Major, dit Saint-Jacques. Celui-ci présente une particularité importante, puisqu'il est le seul à ne s'être pas effondré et à n'avoir jamais été remblayé, ce qui le rend visitable et accessible. On peut encore y voir l'escalier central, entouré de deux bancs latéraux et d'un petit banc situé près de l'entrée, le tout dans une pièce de forme cubique. Le cabinet a cependant beaucoup souffert de sa fréquentation, et une très grande partie des inscriptions qui s'y trouvaient ont disparu sous les tags, les vandalismes et les restaurations successives. Son plafond est tout noir en raison d'un champignon qui s'y est installé. En 2007, quatre des marches de l'escalier central ont été restaurées à la suite d'un vandalisme. Une seule inscription reste clairement lisible ; il s'agit de la plaque taillée située en haut de l'escalier, où l'on peut lire l'inscription suivante :

« Bancs de pierre de cette carrière

De la surface de la terre au banc de roche 13 mètres - 40 pieds »

- - Le cabinet Lhuillier. Construit en 1811 sous la rue Notre-Dame-des-Champs, il a été remblayé au début du XXe siècle. Il est constitué de deux escaliers asymétriques de 19 et 22 marches, d'un banc situé sous l'un des escaliers, ainsi que d'une plaque semblable à celle du cabinet Saint-Jacques.
  - Le cabinet Jubin. Probablement situé sous le jardin du Luxembourg, il n'a tout simplement pas laissé de traces, ce qui laisse supposer qu'il a été remblayé avant 1890 (c'est-à-dire avant que l'IGC ne photographie les cabinets), qu'il s'est effondré ou a été séparé du réseau par des murages et/ou affaissements. De ce fait, on ignore comment il était aménagé.
  - Le cabinet d'ostéologie (ou cabinet pathologique) des catacombes. Premier cabinet construit, il a servi à regrouper des ossements difformes présentant diverses pathologies. Il a été vandalisé pendant la guerre de 1870, puis s'est effondré en 1872. Son accès est aujourd'hui muré.
  - Le cabinet de minéralogie des Catacombes (voir photo ci-dessus), où l'on trouvait la plus importante collection minéralogique des souterrains de Paris. Composé de deux escaliers parallèles, d'un large banc et de plusieurs plaques taillées, on y trouvait également des fossiles, et même, à partir de 1890, des morceaux de sarcophages. Il s'est partiellement effondré en 1955 et a été remblayé peu après.

Un visiteur des Catacombes, au XIXe siècle, décrivit ainsi ces cabinets :

« ...notre conducteur venait d'ouvrir avec effort la porte du caveau géologique destiné à conserver des échantillons de toute espèce de minéraux que renferme le sol où sont creusées ces carrières. Cette salle conduit à une autre, où l'on a pris soin de rassembler, de classer, d'étiqueter avec ordre toutes les monstruosités ostéologiques, dont quelques-unes attestent en même temps les aberrations de la nature et les efforts de l'art pour venir à son secours. C'est à M. Héricart de Thury, ingénieur en chef au corps impérial des mines, que l'on est redevable de ces deux cabinets souterrains, et des améliorations de toute espèce qui ont eu lieu depuis quelques années dans les catacombes. Pendant que j'observais les pièces d'anatomie, Mme de Sesanne était restée à quelque distance de moi, appuyée sur un autel antique formé tout entier de débris humains. Cet ouvrage, et plusieurs autres du même genre, font honneur au talent et au goût de M. Gambier, qui a présidé à l'arrangement de ces lugubres matériaux. »